# 林進旺
林進旺，台灣前足球選手，司職守門員。國、高中時效力湖光隊及立德商工，並參加國際中學⾜球賽及亞青杯。大專時就讀於臺北市立體專，且效力於台北市銀行隊，服義務役時則效力於陸光隊，退伍後先後效力於中油隊及飛駝隊。於1981年的世界杯會外賽獲得重用且表現優異，成為一九八〇年代初期中華男足陣中重要球員。

## 球員生涯
林進旺小學參加阿蓮國小排球隊，直到就讀阿蓮國中三年級時透過足球前輩介紹到社會球隊湖光隊，國中畢業後借將至新興國中參與青年國腳選拔賽，贏得冠軍。高中就讀立德商工時，經前國腳黃憲信訓練，入選了亞青杯代表隊，也再度參加國際中學足球賽，他一共參加過第十六及十七屆的亞青杯，以及連續三屆出賽國際中學足球賽。大專就讀於台北市立體專，且效力於台北市銀行隊，也代表中華男足參加印尼瑪拉哈林國際賽。
服義務役時他效力於陸光隊，退伍後則加入了中油隊，於1981年獲得羅北及西德籍教練史坦勒的賞識而入選中華男足，並在世界杯會外賽助中華隊逼和紐西蘭隊及澳洲隊，也因此在同一年獲得台灣足壇勁旅飛駝隊的延攬，成為了甲組球員。
1984年奧運會外賽後，林進旺漸漸脫離足球，處於半退休狀態，大多只出賽台灣區運動會。翌年，林進旺獲得東方隊青睞，雙方簽約，合約內容包括東方隊提供港幣六千元的待遇，以及住宿、往來費用。然而林進旺所屬的中油公司不同意留職停薪，必須離職加入東方隊，為此他協議東方隊提供港幣一萬元以上的月薪，未獲東方隊同意，最後林進旺未赴香港履約。

## 場外生活
林進旺曾在電影台北甜心中飾演「猴子」一角。